# 玫瑰號列車
玫瑰號列車（日语： Hamanasu），是由北海道旅客鐵道（JR北海道）與東日本旅客鐵道（JR東日本）所營運的夜間急行臥鋪列車。起迄站為青森車站及札幌車站，行經津輕海峽線、函館本線、室蘭本線與千歲線。玫瑰號是JR集團旗下最後一個還有在營運的定期急行列車班次，伴隨2016年3月26日北海道新幹線的啟用，路線上大致重複的玫瑰號也在3月21日晚上自青森發出最後一個車班後停駛，自此JR集團已無定期班次的急行列車。

## 概要
此列車為1988年青函隧道通車後，取代停開的青函連絡船深夜航班所開行。列車名稱取自開花植物玫瑰，與北斗星號及海峽號等列車的名稱皆為1987年11月公開徵求命名活動而定名。
2012年3月17日，行駛於大阪車站至新潟車站間的臥鋪急行北国号列车（きたぐに）停駛後，玫瑰號成為JR集團中碩果僅存的定期班次臥鋪急行列車；2015年8月22日，行駛於上野車站至札幌車站的北斗星號列車停駛後，此列車成為最後一列行經青函隧道及使用14系、24系車廂的定期班次夜車。
但因北海道新幹線會於2016年3月通車營運，新幹線與在來線共用海峽線青函隧道，其架空電車線電壓將於新幹線開始營運時從現行20,000伏特50Hz交流電，升壓至25,000伏特。除了JR貨物新採購的EH800型電力機車與JR東日本四季島號使用的E001系電聯車以外，其他在來線的電力機車與電聯車都無法在升壓後駛入海峽線。2015年9月15日，JR東日本與JR北海道宣佈於2016年3月26日起，停駛玫瑰號、仙后座號及超級白鳥號/白鳥號等行駛海峽線的在來線客運列車。

## 外部連結
- JR Hokkaido train guide（页面存档备份，存于） （日語）